# Metadistichophyllum rhizophorum
Metadistichophyllum rhizophorum là một loài Rêu trong họ Hookeriaceae. Loài này được (M. Fleisch.) Nog. & Z. Iwats. mô tả khoa học đầu tiên năm 1972.